# Yumi Yoshimura
Yumi Yoshimura (吉村 由美 Yoshimura Yumi?,  Neyagawa, Prefectura de Osaka, 30 de enero de 1975) es una cantante japonesa, conocida por ser parte del dúo musical Puffy AmiYumi junto a Ami Ōnuki. Con Ōnuki también fue conductora del programa Pa-Pa-Pa-Pa-Puffy desde 1997 a 2002.

## Biografía

### Primeros años
Yoshimura nació el 30 de enero de 1975 en la ciudad de Neyagawa, Osaka. Alrededor de 1995, se enteró de que se estaban buscando talentos en Tokio, por lo que decidió probar suerte. Yoshimura fue reclutada y emparejada con Ami Ōnuki, con quien formaría el dúo Puffy AmiYumi.

### Carrera
De 1997 a 2002, Yoshimura fue presentadora del popular programa de entrevistas Pa-Pa-Pa-Pa-Puffy junto a Ōnuki. El 19 de noviembre de 2004, comenzó a transmitirse la serie animada Hi Hi Puffy AmiYumi en Cartoon Network, la cual se basa en Yoshimura y Ōnuki. En la serie fue interpretada por Grey DeLisle en su forma animada y la propia Yoshimura aparece en los segmentos de acción en vivo del programa.
En 2002, interpretó a Dendou-Jitensha en la película Mohou-han. También personificó a Ryoko Tajima en la película de 2004, Inu a arukeba: Chirori a Tamura, y a Nozomi Akai en la película de terror The Neighbor No. 13, lanzada en 2005.

## Vida personal

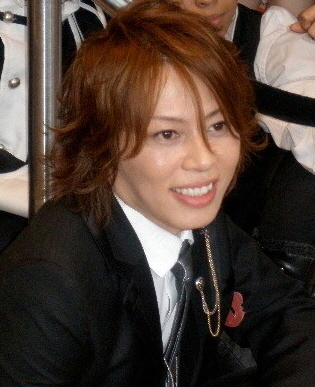
Takanori Nishikawa.

De 1999 a 2002, Yoshimura estuvo casada con el cantante y actor Takanori Nishikawa (conocido bajo su nombre artístico de T.M. Revolution). Después de que algunos medios japoneses acusaran a Yoshimura de tener una aventura amorosa, Nishikawa pidió el divorcio. Yoshimura se volvió a casar con un viejo amigo y hombre de negocios el 31 de diciembre de 2009. El 1 de agosto de 2012, Yoshimura dio a luz a su primer hijo, un varón. Sin embargo, la pareja se divorció el 31 de diciembre de 2013, en su cuarto aniversario.
Entre febrero y abril de 2003, Yoshimura vivió en Los Ángeles, California, para aprender inglés. Habla japonés, algo de inglés, algo de español y un poco de francés. También habla un poco de húngaro y portugués.

## Discografía

### Con AmiYumi
- Nagaiki Shitene (I Want You to Live a Long Time)

### Solo Solo
- Tennen no Beauty (Natural Beauty)
- Kyouki na Futari (Perfect Couple)
- Hanabi (Fireworks)
- V-A-C-A-T-I-O-N
- Sorenarini (Hold Out As Long As You Can)
- Ai no Aura (Aura of Love)
- Watashi no Nozomi (My Hope)

### Jet-CD
- Tetsugaku (Philosophy)

### The Hit Parade
- Hi-Teen Boogie (Late-Teens Boogie)

### Fever*Fever
- Nannari to Naru Deshou (Anything can become a habit)

### Spike
- This is the Song of Sweet Sweet Season When Cherry Garcia Blossoms Bloom

### Splurge
- Rakuda no Kuni (Camel Country, Cameland)